# Szefowie Sztabu Generalnego Albańskich Sił Zbrojnych
Szef Sztabu Generalnego (alb. Shef i Shtabit të Përgjithshëm) – funkcja szefa Sztabu Generalnego Albańskich Sił Zbrojnych, nadawana jest przez prezydenta Albanii jako ich zwierzchnika. Stanowisko zostało utworzone dnia 4 maja 1913 roku.

## Lista szefów sztabu generalnego
| Lp. | Zdjęcie | Stopień wojskowy                   | Imię i nazwisko    | Okres sprawowania    | Okres sprawowania    | Przypis |
| Lp. | Zdjęcie | Stopień wojskowy                   | Imię i nazwisko    | od                   | do                   | Przypis |
| --- | ------- | ---------------------------------- | ------------------ | -------------------- | -------------------- | ------- |
| 1   |         | podpułkownik                       | Ali Shefqet Shkupi | 4 maja 1913          | listopada 1920       | [ 1 ]   |
| 2   |         | generał                            | Ali Riza Kolonja   | listopada 1920       | grudnia 1921         | [ 1 ]   |
| 3   |         | major                              | Xhavid Leskoviku   | grudnia 1921         | czerwca 1923         | [ 1 ]   |
| 4   |         | major                              | Bajram Fevziu      | czerwca 1923         | 24 grudnia 1924      | [ 1 ]   |
| 5   |         | generał                            | Gustav von Myrdacz | 18 stycznia 1925     | 7 kwietnia 1939      | [ 1 ]   |
| 6   |         | generał                            | Spiro Moisiu       | 10 lipca 1943        | sierpnia 1946        | [ 1 ]   |
| 7   |         | generał pułkownik                  | Mehmet Shehu       | sierpnia 1946        | 28 stycznia 1948     | [ 1 ]   |
| 8   |         | generał porucznik                  | Beqir Balluku      | 28 stycznia 1948     | 1952                 | [ 1 ]   |
| 9   |         | generał porucznik                  | Petrit Dume        | 1952                 | 1954                 | [ 1 ]   |
| 10  |         | generał porucznik                  | Petrit Hasko       | 1954                 | 1956                 | [ 1 ]   |
| (9) |         | generał porucznik (do 1 maja 1966) | Petrit Dume        | 1956                 | lipca 1974           | [ 1 ]   |
| 11  |         |                                    | Sami Meçollari     | lipca 1974           | grudnia 1974         | [ 1 ]   |
| 12  |         |                                    | Veli Llakaj        | grudnia 1974         | 13 października 1982 | [ 1 ]   |
| 13  |         |                                    | Kiço Mustaqi       | 13 października 1982 | lutego 1991          | [ 1 ]   |
| 14  |         | pułkownik                          | Halim Abazi        | lutego 1991          | czerwca 1991         | [ 1 ]   |
| 15  |         | generał                            | Kostaq Karoli      | czerwca 1991         | sierpnia 1992        | [ 1 ]   |
| 16  |         | generał                            | Ilia Vasho         | sierpnia 1992        | 1994                 | [ 1 ]   |
| 17  |         | generał                            | Sheme Kosova       | 1994                 | 2 marca 1997         | [ 1 ]   |
| 18  |         | generał major                      | Adem Çopani        | 2 marca 1997         | sierpnia 1997        | [ 1 ]   |
| 19  |         | generał major                      | Aleks Andoni       | sierpnia 1997        | 2000                 | [ 1 ]   |
| 20  |         | generał                            | Pëllumb Qazimi     | 2000                 | 2006                 | [ 1 ]   |
| 21  |         | generał porucznik                  | Luan Hoxha         | października 2006    | czerwca 2008         | [ 1 ]   |
| 22  |         | generał major                      | Maksim Malaj       | czerwca 2008         | 8 sierpnia 2011      | [ 1 ]   |
| 23  |         | generał major                      | Xhemal Gjunkshi    | 8 sierpnia 2011      | 8 listopada 2013     | [ 1 ]   |
| 24  |         | generał major                      | Jeronim Bazo       | 8 listopada 2013     | stycznia 2017        | [ 2 ]   |
| 25  |         | generał brygady                    | Bardhyl Kollçaku   | 28 października 2017 | 29 lipca 2020        |         |
| 26  |         | generał major                      | Bajram Begaj       | 29 lipca 2020        | 4 czerwca 2022       |         |
| 27  |         | generał brygady                    | Arben Kingji       | 3 sierpnia 2022      | nadal                | [ 3 ]   |